# Sant Vicens
Pour les articles homonymes, voir Vicens.

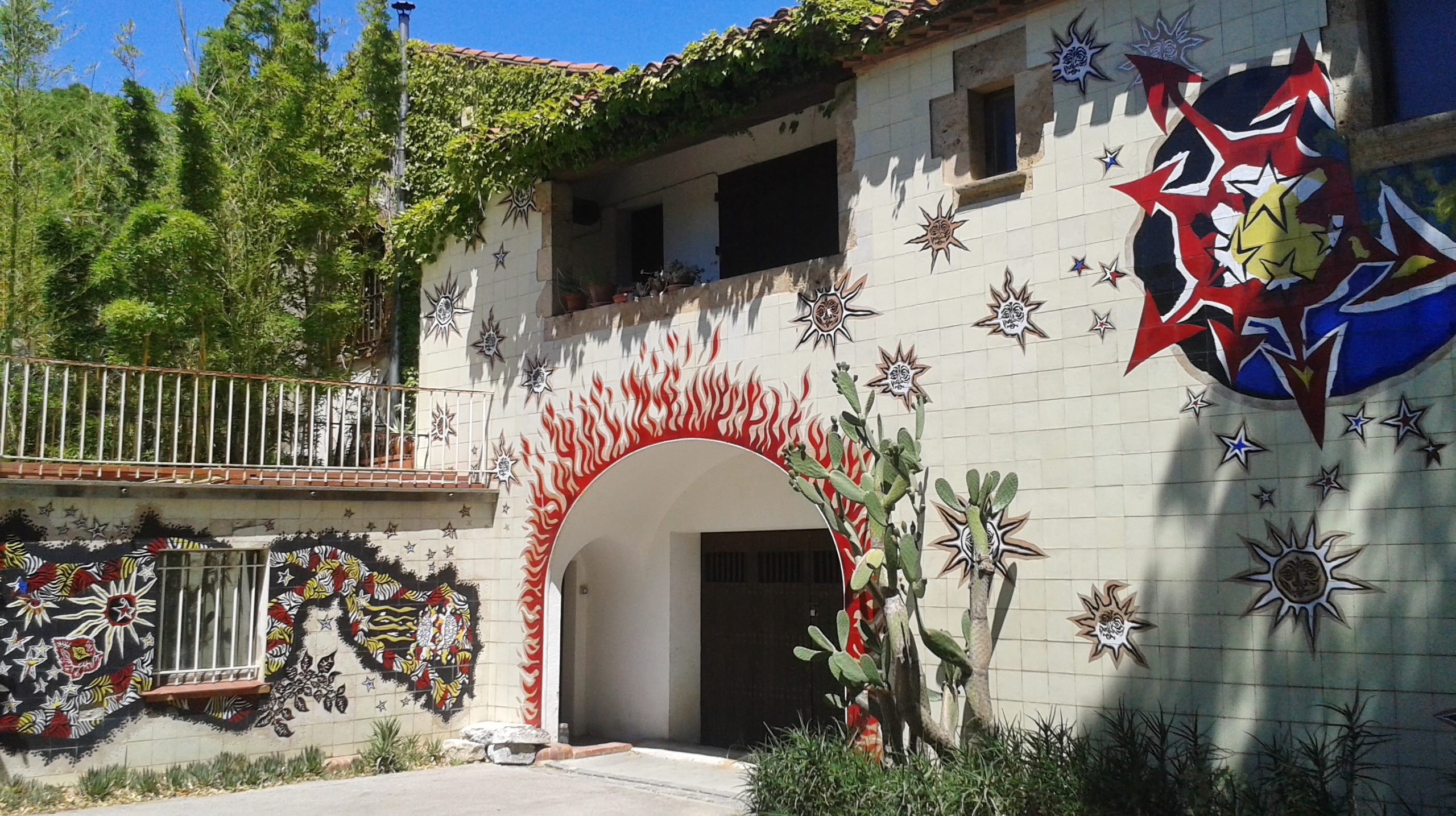
Sant Vicens. Fresque en carreaux de céramique de J. Lurçat

Sant Vicens est un atelier de céramiques (faïence), créé en 1942,  et un lieu d'exposition-vente situé dans le quartier Saint-Gaudérique, à Perpignan (Pyrénées-Orientales).

## Lieu
Fondé par Firmin Bauby, Sant Vicens est un lieu de création qui a accueilli des grands noms de l'art contemporain dont Pablo Picasso, Jean Lurçat, Jean Picart Le Doux, Marc Saint-Saëns, Pierre Saint-Paul...    
Depuis 2018, la boutique se trouve dans le même bâtiment que l'atelier où des pièces uniques sortent du four chaque semaine. L'ancienne cave est aujourd'hui destiné à la mémoire du lieu et se visite en décembre ou les jeudis à 17h (inscription recommandée). 

## Savoir-Faire
Céramique vient du mot grec keramos qui signifie argile. Le terme de céramique englobe la terre cuite, la Faïence, le Grès (céramique), la Porcelaine, le Raku...
Les céramiques se différencient à la composition de la pâte et aux modes de cuisson. Les couleurs, la dureté de la terre, l'aspect général en dépendent. Les céramiques de Sant Vicens sont façonnées en terre rouge argilo-calcaire de Catalogne, recouverte après la première cuisson (biscuit) puis glaçure: bain d'email à base d'étain, appelé email stannifère. Ce revêtement assure aux objets une meilleure imperméabilité et l'étain, en cuisant, donne à l'émail sa couleur blanche.
Le décor est tracé à mine graphite, au poncif ou gravé. L'émail (silice, fondant et oxydes métalliques) est appliqué au pinceau, puis cuit à 960°C. Les couleurs révèlent alors, grâce à la vitrification de l'émail. Chaque étape résulte d'un tour de main, d'un long apprentissage, mais pour la cuisson, seul le four en est maître. 
Claire Bauby Gasparian, 3ème génération de céramiste, est aujourd'hui cheffe d'atelier.  
En 2022, Sant Vicens accueille 4 artistes en résidence : Steff Saint E, Joseph Foxonet, Aline Filipp et Steve Golliot-Villers. 

## Histoire
À fin des années 30, Firmin Bauby acquiert un mas viticole en périphérie de Perpignan pour y créer un centre de céramique. En 1942, le préfet du département des Pyrénées Orientales autorise l'ouverture d'une poterie traditionnelle. L'atelier, dénommé colla (groupe ou équipe de travail), compte jusqu'à quarante céramistes dont les chefs d'atelier François Miró puis Gumersind Gomila. 
Jean Lurçat rejoint l'atelier perpignanais en 1951.
Entre 1943 et 1948 la production de l'atelier évolue et de plus, Lucien Goron viendra des manufactures de Sèvres pour apprendre les techniques céramiques les plus pointues aux ouvriers de l'atelier. Dès 1948, de nouveaux créateurs s'installent à Sant Vicens pour travailler à l'atelier et œuvrent à leurs propres créations durant leur temps libre. De par cette convoitise, Firmin Bauby doit alors aménager un endroit où exposer ces pièces au public, il choisit la cave du domaine avec ses fûts en chêne. 
Au même moment, Denys Bauby, frère de Firmin prend la direction administrative et commerciale de Sant Vicens. En 1978, après des études aux Beaux Arts, Paul Bauby fils de Denys Bauby prend la direction de Sant Vicens et des ateliers. De son côté, Firmin Bauby commence une tradition de crèche de Noël. Il met à contribution tous les artistes de l'atelier qui y participent avec plaisir. Le pessebre de Sant Vicens est encore aujourd'hui un moment attendu par les Perpignanais.   
En 1951, Jean Lurçat se rend à Sant Vicens et confie ses créations céramiques. Cette collaboration prendra fin à sa mort en 1966.  
Le 1er novembre 1981, Firmin Bauby s'éteint à l'âge de 82 ans. 
Depuis 1998, Claire Bauby Gasparian, fille de Paul Bauby a intégré l'atelier et en assure la continuité. 
Sant Vicens est souvent représenté par la fresque en carreaux de céramique de Jean Lurçat et Gumersind Gomila. Inaugurée lors de la Grande Nuit du 27 juillet 1961, elle rend honneur au métier de céramiste. Les Quatre Éléments (air, eau, terre et feu) se mêlent au thème du Paradis et de l'Enfer. Deux années auparavant, l'artiste et son chef d'atelier réalisent une fresque en terre cuite émaillée de 125 mètres carrés représentant la création du Monde pour la Maison de la Radio à Strasbourg (aujourd'hui siège de France 3 Alsace).    
Au fil des années, l'atelier et les artistes continuent d'évoluer au gré des tendances actuelles tout en conservant un savoir-faire unique autour de l'émaillage.  
Chaque année des nouvelles collections sont créées, d'autres sont conservées depuis plusieurs décennies.

## Manifestations

### Pessebre[2](crèche de Noël)
Depuis 1949, l'atelier organise l’exposition du pessebre, une crèche dont le décor est créé par les artistes de l'atelier et les santons en céramique sont réalisés par le sculpteur Conrad París jusqu'en 2008. 
Cela fait plusieurs années que le thème s'articule autour d'un conte de Gabrielle Dubasqui, enregistré par Olivier Moulaï et la voix de la comédienne Emmanuelle Malé. 

### Visite guidée
Claire Bauby Gasparian, petite nièce de Firmin Bauby fait découvrir l'histoire de Sant Vicens et vous dévoile la collection privée dans l'ancien chais. Nous y retrouvons tapisseries et céramiques de Lurçat, Picart Le Doux, Saint Paul, Gomila, Antico, Conrad Paris, Duboul... 
La visite se termine à l'atelier, au milieu des fours, émaux, pains de terre et autres pinceaux, qui font toute la magie créative du lieu avec parfois une rencontre avec les artistes. 

### Atelier découverte
Décorez, émaillez et emportez votre céramique. 
Après une visite privilégiée de l'atelier historique de Sant Vicens, vous vous installerez pour créer votre décor, sur votre céramique. Le temps d'un après-midi, vous pourrez choisir d'être à la place d'un artiste qui a fréquenté Sant Vicens. Le pinceau sera le prolongement de votre main et de votre esprit créatif. Et si vous êtes en manque d'inspiration, Claire Bauby Gasparian, 3ème génération de céramiste sera là pour vous guider. 
Vous émaillerez 3 objets : 
-1 vide poche ou 1 carreau 
-1 cabochon qui sera monté en bague
-1 rond en céramique qui deviendra votre porte clé DIY
Vos pièces seront ensuite cuites au four et vous pourrez venir chercher vos créations? 